# Finlande au Concours Eurovision de la chanson 2014
 (avril 2025).
Motif : Cf. Discussion:Finlande au Concours Eurovision de la chanson 2025/Admissibilité
- Archive Wikiwix
- Bing
- Cairn
- DuckDuckGo
- E. Universalis
- Gallica
- Google
- G. Books
- G. News
- G. Scholar
- Persée
- Qwant
- (zh) Baidu
- (ru) Yandex
- (wd) trouver des œuvres sur Wikidata

| 1. | Préciser le motif de la pose du bandeau. | Précisez le motif de la pose du bandeau en utilisant la syntaxe suivante : {{admissibilité à vérifier\|date=avril 2025\|motif=remplacez ce texte par le motif}}                                                         |
| 2. | Informer les utilisateurs concernés.     | Pensez à avertir le créateur de l'article, par exemple, en insérant le code ci-dessous sur sa page de discussion : {{subst:avertissement admissibilité à vérifier\|Finlande au Concours Eurovision de la chanson 2014}} |

La Finlande a participé au Concours Eurovision de la chanson 2014 à Copenhague, au Danemark.
Softengine, représentant la Finlande au Concours Eurovision de la chanson, sont annoncés le 1er février 2014, à la suite de leur victoire lors de la finale nationale UMK.
Leur chanson est Something better.

## Processus de sélection
La Finlande a annoncé sa participation au concours le 19 mai 2013.
Comme tous les ans depuis 2012, c'est par le biais de l'UMK que furent choisis les interprètes et la chanson qui représenteront la Finlande au Concours Eurovision de la chanson.

## Uuden Musiikin Kilpailu

### Format
L'UMK était présenté par Anne Lainto et Ile Uusivuori.
Le long de la compétition, les artistes étaient secondés par un jury de professionnels de la musique :
- Le directeur de la chaîne radio YleX Tomi Saarinen
- Le chanteur et professeur de musique Aija Puurtinen
- Le chanteur du groupe Apulanta Toni Wirtanen
- Le rappeur Redrama

Dans chaque demi-finale, un artiste est qualifié pour la finale et un éliminé. Les autres tenteront de se qualifier en Seconde Chance.

### Calendrier
La sélection s'opérera par une présentation, 2 demi-finales, une séance de rattrapage et une finale.
| Date             | Manche               |
| ---------------- | -------------------- |
| 28 décembre 2013 | Présentation         |
| 4 janvier 2014   | Présentation         |
| 11 janvier 2014  | Première demi-finale |
| 18 janvier 2014  | Deuxième demi-finale |
| 25 janvier 2014  | Seconde chance       |
| 1er février      | Finale               |

### Première demi-finale
|   | Artiste           | Langue  | Chanson               | Traduction             | Auteurs                               | Compositeurs                                                                            | T.W. | A.P. | T.S. | R. | Total | Résultat       |
| - | ----------------- | ------- | --------------------- | ---------------------- | ------------------------------------- | --------------------------------------------------------------------------------------- | ---- | ---- | ---- | -- | ----- | -------------- |
| 1 | MIAU              | Anglais | God/Drug              | Dieu/Drogue            | Anu Kaukola, Henna Juvonen            | Anu Kaukola                                                                             | 6    | 7    | 6    | 4  | 23    | Seconde chance |
| 2 | Dennis Fagerström | Anglais | My little honey bee   | Ma petite abeille      | Dennis Fagerström, Michael James Down | Dennis Fagerström, Michael James Down, Niklas Hast, Andreas Anastasiou, Primoz Poglajen | 4    | 5    | 5    | 5  | 19    | Seconde chance |
| 3 | Lili Lambert      | Anglais | Let me take you there | Laisse-moi t'y amener  | Lili Lambert                          | Lili Lambert, Joonas Kaikko, Lasse Piirainen                                            | 3    | 6    | 3    | 6  | 18    | Elimination    |
| 4 | Hukka ja Mama     | Finnois | Selja                 | Aîné                   | Lasse Hukka                           | Lasse Hukka                                                                             | 10   | 9    | 8    | 8  | 35    | Seconde chance |
| 5 | Softengine        | Anglais | Something better      | Quelque chose de mieux | Topi Latukka, Henri Oskár             | Topi Latukka                                                                            | 8    | 10   | 9    | 9  | 36    | Finaliste      |
| 6 | Jasmin Michaela   | Finnois | Kertakäyttösydän      | Cœur jetable           | Johanna Viksten                       | Mikko Kierikki, Jasmin Michaela, Jutta Annala                                           | 7    | 8    | 7    | 7  | 29    | Seconde chance |

### Seconde demi-finale
|   | Artiste                  | Langue  | Chanson          | Traduction      | Auteurs        | Compositeurs                                                                | T.W. | A.P. | T.S. | R. | Total | Résultat       |
| - | ------------------------ | ------- | ---------------- | --------------- | -------------- | --------------------------------------------------------------------------- | ---- | ---- | ---- | -- | ----- | -------------- |
| 1 | MAKEA                    | Finnois | Painovoima       | Pesanteur       | MAKEA          | MAKEA                                                                       | 4    | 7    | 4    | 5  | 20    | Elimination    |
| 2 | Lauri Mikkola            | Anglais | Going down       | Descente        | Lauri Mikkola  | Lauri Mikkola                                                               | 5    | 8    | 7    | 6  | 26    | Seconde chance |
| 3 | Clarissa & Josh Standing | Anglais | Top of the world | Sommet du monde | Paul Oxley     | Paul Oxley, David Neisser, Christian Rabb, Annette Lundell, Joshua Standing | 6    | 6    | 6    | 7  | 25    | Seconde chance |
| 4 | Mikko Pohjola            | Finnois | Sängyn reunalla  | Au bord du lit  | Mikko Pohjola  | Mikko Pohjola                                                               | 8    | 9    | 8    | 9  | 34    | Seconde chance |
| 5 | MadCraft                 | Anglais | Shining Bright   | Brillant        | Tom Nuorivaara | Tom Nuorivaara, Juho Rinne, Jesse Mäläskä, Otto Uotila                      | 7    | 5    | 5    | 4  | 21    | Seconde chance |
| 6 | Hanna Sky                | Anglais | Hope             | Espoir          | Hanna Sky      | Hanna Sky                                                                   | 9    | 10   | 9    | 10 | 38    | Finaliste      |

### Seconde chance
|   | Artiste                  | Langue  | Chanson             | Traduction        | Résultat      |
| - | ------------------------ | ------- | ------------------- | ----------------- | ------------- |
| 1 | MadCraft                 | Anglais | Shining Bright      | Brillant          | Finaliste     |
| 2 | Hukka ja Mama            | Finnois | Selja               | Aîné              | Finaliste     |
| 3 | Lauri Mikkola            | Anglais | Going down          | Descendre         | Finaliste     |
| 4 | Jasmin Michaela          | Finnois | Kertakäyttösydän    | Cœur jetable      | Elimination   |
| 5 | Dennis Fagerström        | Anglais | My little honey bee | Ma petite abeille | Elimination   |
| 6 | MIAU                     | Anglais | God/Drug            | Dieu/Drogue       | Qualification |
| 7 | Mikko Pohjola            | Finnois | Sängyn reunalla     | Au bord du lit    | Qualification |
| 8 | Clarissa & Josh Standing | Anglais | Top of the world    | Sommet du monde   | Qualification |

### Finale
|   | Artiste                  | Langue  | Chanson          | Traduction             | Auteurs                    | Compositeurs                                                                | T.W. | A.P. | T.S. | R. | Total | Jury (%) | Télévote (%) | Total   | Rang |
| - | ------------------------ | ------- | ---------------- | ---------------------- | -------------------------- | --------------------------------------------------------------------------- | ---- | ---- | ---- | -- | ----- | -------- | ------------ | ------- | ---- |
| 1 | Softengine               | Anglais | Something better | Quelque chose de mieux | Topi Latukka, Henri Oskár  | Topi Latukka                                                                | 8    | 10   | 10   | 10 | 38    | 18,3 %   | 28,28 %      | 23,28 % | 1    |
| 2 | Hanna Sky                | Anglais | Hope             | Espoir                 | Hanna Sky                  | Hanna Sky                                                                   | 3    | 7    | 4    | 5  | 19    | 9,1 %    |              |         |      |
| 3 | MIAU                     | Anglais | God/Drug         | Dieu/Drogue            | Anu Kaukola, Henna Juvonen | Anu Kaukola                                                                 | 10   | 9    | 7    | 6  | 32    | 15,4 %   | 13,94 %      | 14,66 % | 3    |
| 4 | Lauri Mikkola            | Anglais | Going down       | Descente               | Lauri Mikkola              | Lauri Mikkola                                                               | 5    | 6    | 5    | 7  | 23    | 11,1 %   |              |         |      |
| 5 | MadCraft                 | Anglais | Shining Bright   | Brillant               | Tom Nuorivaara             | Tom Nuorivaara, Juho Rinne, Jesse Mäläskä, Otto Uotila                      | 4    | 3    | 3    | 3  | 13    | 6,3 %    |              |         |      |
| 6 | Mikko Pohjola            | Finnois | Sängyn reunalla  | Au bord du lit         | Mikko Pohjola              | Mikko Pohjola                                                               | 9    | 8    | 9    | 9  | 35    | 16,8 %   | 19,48 %      | 18,16 % | 2    |
| 7 | Clarissa & Josh Standing | Anglais | Top of the world | Sommet du monde        | Paul Oxley                 | Paul Oxley, David Neisser, Christian Rabb, Annette Lundell, Joshua Standing | 6    | 4    | 6    | 4  | 20    | 9,6 %    |              |         |      |
| 8 | Hukka ja Mama            | Finnois | Selja            | Aîné                   | Lasse Hukka                | Lasse Hukka                                                                 | 7    | 5    | 8    | 8  | 28    | 13,5 %   |              |         |      |

## À l'Eurovision
La Finlande participa à la deuxième demi-finale, le 8 mai 2014 et se qualifia pour la finale du 10 mai en atteignant la 3e place, avec 97 points.
Lors de la finale, le pays termina à la 11e place, avec 72 points.